# 김오키
김오키(?~)는 대한민국의 작곡가이자 색소폰 연주자이자, 전 비보이다. 2013년 천사의 분노로 데뷔한 이후, 수 많은 프로젝트 및 수 많은 음반들을 발매했으며, 박지하, 로다운 30, 히피는 집시였다, 세이수미, 따마, 서사무엘, 피타입, 아메바컬쳐 등 다양한 음악가들과 협업한 바 있다. 그는 2020년 한국대중음악상에서 올해의 음악인을 수상한 바 있다.

## 음반 목록
- 천사의 분노 (2013)
- 격동의 시간여행 (2015)
- 거대한 뿌리 (2016)
- LUVOKI (2016)
- 뻐킹매드니스 (2017)
- 피스투아우어솔 (2017)
- 퍼블릭도메인포미 (2018)
- 새턴메디테이션 (2018)
- 스피릿선발대 (2019)
- 포 마이 엔젤 (2020)
- 곽경수 오케스트라 (2020)
- Big Picture (2020)
- 윤형근 (2020)
- Everytime (2021)
- 편견에 대하여 (2021)
- 스트레인지, 트루 뷰티 (2021)
- 안부 (2022)
- 러브플라워 (2022)